# Anne-Marie Rindom
Anne-Marie Rindom (født 14. juni 1991) er en dansk sejler, der har vundet VM og EM i Europajolle i 2009 og VM-guld (fem gange) og -bronze (to gange) samt guld ved OL 2020 i Laser Radial-jollen (også kendt som Ilca-6).
Rindom begyndte at sejle som seksårig, og hun stiller op for Horsens Sejlklub. Hun optrådte første gang på det danske seniorlandshold i 2009. Inden starten på OL 2012 blev Rindom nummer atten ved Sail for Gold (OL-generalprøven).
Rindom har ud over EM- og VM-guldet i 2009 også vundet VM-bronze i 2007 og EM-sølv i 2008 i Europajolle samt sølv ved ungdoms-VM i Laser Radial-jolle i 2009. OL-pladsen til 2012 blev sikret ved VM i Perth i december 2011, hvor hele fire danske sejlere, deriblandt Rindom, gik videre til anden runde. Da samtidig blot 26 nationer formåede dette, og der var 29 nationspladser tilgængelige ved VM, var Danmark sikret en OL-plads. I april 2012 vandt Rindom så udtagelsesstævnet i Hyeres i Frankrig over de øvrige danske OL-aspiranter og blev derpå udtaget til legene. Ved OL i 2012 sluttede Anne-Marie Rindom på en 13. plads. Tre år senere vandt hun VM-titlen i Oman.
Deltagelsen ved OL 2016 sikrede Rindom sig ved at vinde VM-bronze i foråret samme år. Til OL i Rio 2016, formåede Anne-Marie Rindom at slutte stævnet med en tredjeplads. Dermed klarede hun at forbedre sig med 10 pladser fra foregående OL.
Siden OL 2016 har hun igen vundet VM-bronze, hvilket skete på hjemmebane i Aarhus i 2018, et resultat der sikrede Danmark en nationsplads til OL i Japan 2020, mens hun året efter for anden gang blev verdensmester ved stævnet i Japan.
Som den første dansker nogensinde blev Rindom i 2019 af World Sailing kåret som verdens bedste sejler på tværs af bådtyper.
Ved OL 2020 (afholdt 2021) var hun sammen med hollandske Marit Bouwmeester største favorit i klassen, og Rindom lagde sig i spidsen efter sjette sejlads, skønt hendes bedste placering indtil da var en tredjeplads. Med en anden og en førsteplads lagde hun sig derefter klart i spidsen, inden hun efter at være udgået i tiende sejlads fik Bouwmeester tæt på. I den afgørende medaljesejlads var det vigtigst for hende at holde hollænderen bag sig, hvilket lykkedes, da hun blev nummer syv og Bouwmeester nummer seks, hvilket betød, at Rindom vandt guld, mens Bouwmeester måtte nøjes med bronze, efter at svenske Josefin Olsson med sejr i medaljesejladsen sikrede sig sølvet.
I 2022 vandt Rindom endnu et VM-guld, mens hun i januar 2024 nåede op på fem VM-guldmedaljer efter sejr i New Zealand. Hun blev herefter udtaget til OL samme år i Paris, hendes fjerde OL. Her vandt hun sølv efter sin evige rival, Marit Bouwmeester, der vandt guld, mens norske Line Flem Høst fik bronze.